# Pamela Cornell
Pamela „Pam“ Cornell (* 1928; † 1987) war eine britische Szenenbildnerin und Requisiteurin, die einmal für den Oscar für das beste Szenenbild nominiert war.

## Leben
Pamela Cornell arbeitete erstmals 1959 als Szenenbildnerin bei der Herstellung eines Films mit, und zwar bei dem Kriminalfilm Malaga von László Benedek mit Trevor Howard, Dorothy Dandridge und Edmund Purdom sowie bei der Liebeskomödie Die Millionärin von Anthony Asquith mit Peter Sellers, Sophia Loren und Vittorio de Sica.
Bei der Oscarverleihung 1971 war sie zusammen mit Terence Marsh und Robert Cartwright für den Oscar in der Kategorie Bestes Szenenbild für Scrooge (1970) von Ronald Neame mit Albert Finney, Alec Guinness und Edith Evans in den Hauptrollen nominiert. Die Literaturverfilmung entstand nach Charles Dickens’ A Christmas Carol.

## Filmografie (Auswahl)
- 1960: Die Millionärin (The Millionairess)
- 1963: Hotel International (The V.I.P.s)
- 1964: Der gelbe Rolls-Royce (The Yellow Rolls-Royce)
- 1966: Khartoum
- 1966: Anruf für einen Toten (The Deadly Affair)
- 1968: Die große Katharina (Great Catherine)
- 1968: Der Spinner (Don’t Raise the Bridge, Lower the River)
- 1969: Simon Templar (Fernsehserie)
- 1969: Die besten Jahre der Miß Jean Brodie (The Prime of Miss Jean Brodie)
- 1970: Scrooge
- 1970: Hello – Goodbye
- 1971: Maria Stuart, Königin von Schottland (Mary, Queen of Scots)
- 1973: Das Grab der lebenden Puppen (Dark Places)
- 1985: Mörder-Elite (Murder Elite)